# Palacio de las Garzas
El Palacio de las Garzas, también conocido como Palacio Presidencial de Panamá, es la sede de la Presidencia de la República de Panamá, y también alberga el Ministerio de la Presidencia y el Servicio de Protección Institucional.
Se ubica en el Corregimiento de San Felipe, entre las calles 4.ª Este (este), calle 5.ª (oeste), la Avenida Eloy Alfaro (sur) y Avenida B (norte). Al sur se ubica la Bahía de Panamá.

## Historia

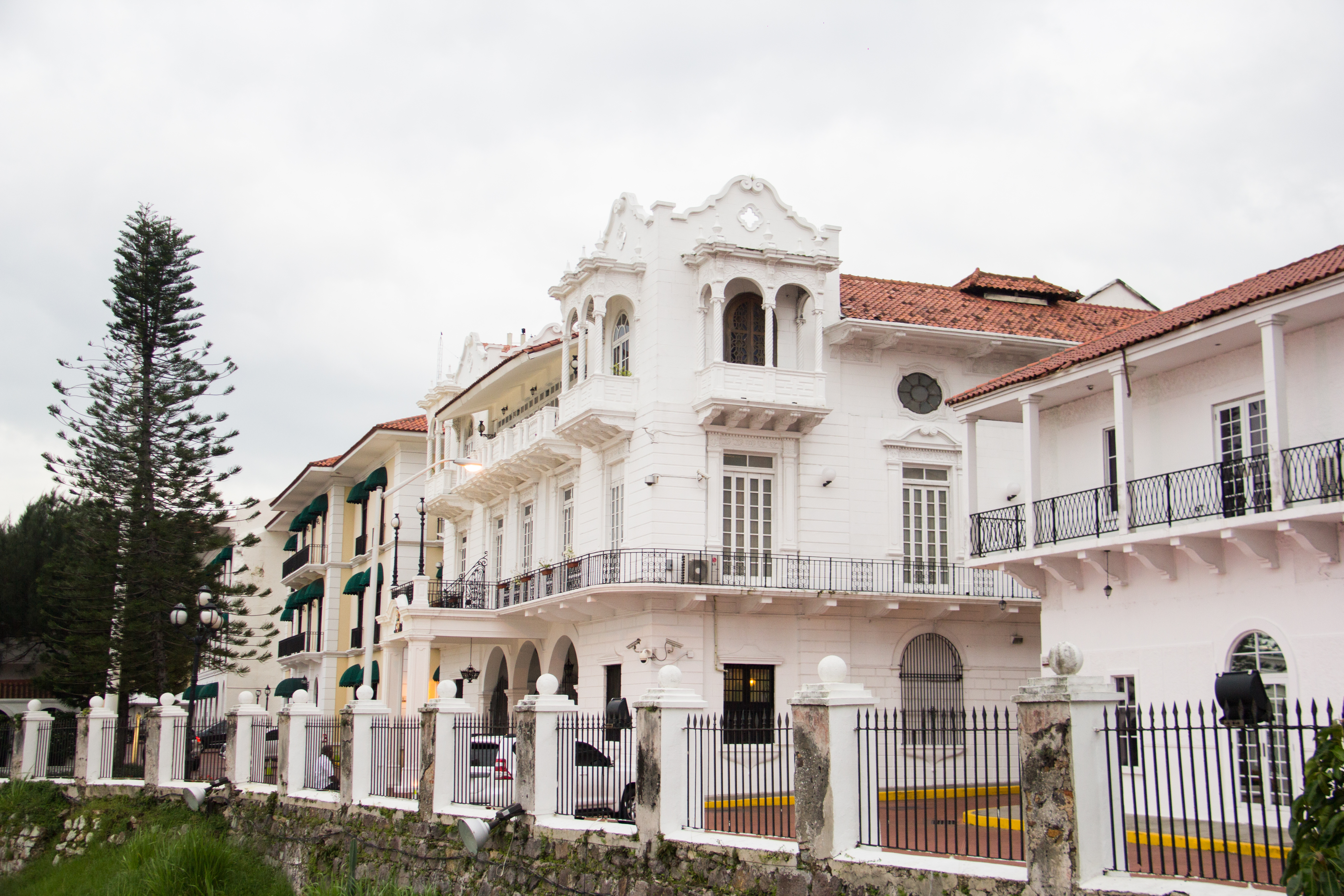
El Palacio de las Garzas visto desde la Avenida Eloy Alfaro.

La construcción del edificio original comenzó en 1673, por orden del oidor de la Real Audiencia de Panamá Luis de Lozada y Quiñónez. Sin embargo, ha sufrido varias transformaciones desde entonces. Uno de los primeros usos que se le dio fue como Aduana y como sede de la Contaduría en 1740. El edificio fue prácticamente destruido por un incendio en 1756. Posterior a su reposición, este fue utilizado sucesivamente como depósito en 1821, escuela normal de varones entre 1872 y 1875, Casa de Gobierno, sede del Banco Nacional, hasta ser convertida en Palacio Presidencial en 1875.
En 1922, el presidente Belisario Porras dispone una restauración de este edificio. Se refuerzan las características coloniales de este y se construye un segundo piso. Estos trabajos estuvieron a cargo del arquitecto Leonardo Villanueva Meyer.
Fueron ampliamente remodelados el Salón Amarillo, el comedor presidencial y el patio central. Igualmente se agregó un patio andaluz en el segundo piso y se construyó un tercer piso que serviría de residencia presidencial. Su inauguración oficial fue el 3 de agosto de 1923, aunque no fue adquirido en su totalidad por el Palacio Presidencial hasta el año 1938, cuando el Banco Nacional se trasladó a una nueva casa matriz ubicada en la Avenida Central.
El palacio ha sido utilizado como residencia y oficina principal de la mayoría de los presidentes, a excepción de algunos, como Laurentino Cortizo, Juan Carlos Varela, Ricardo Martinelli, Martín Torrijos, Mireya Moscoso y Ernesto Pérez Balladares, que optaron por mantener sus residencias y viajar diariamente a este.

## Arquitectura

### Exterior
El Palacio de Las Garzas es una edificación de tipo colonial. Con la restauración tras el Golpe de Estado de 1951, recuperó gran parte de su estructura original. Esto incluyó la gran cantidad de orificios de bala.

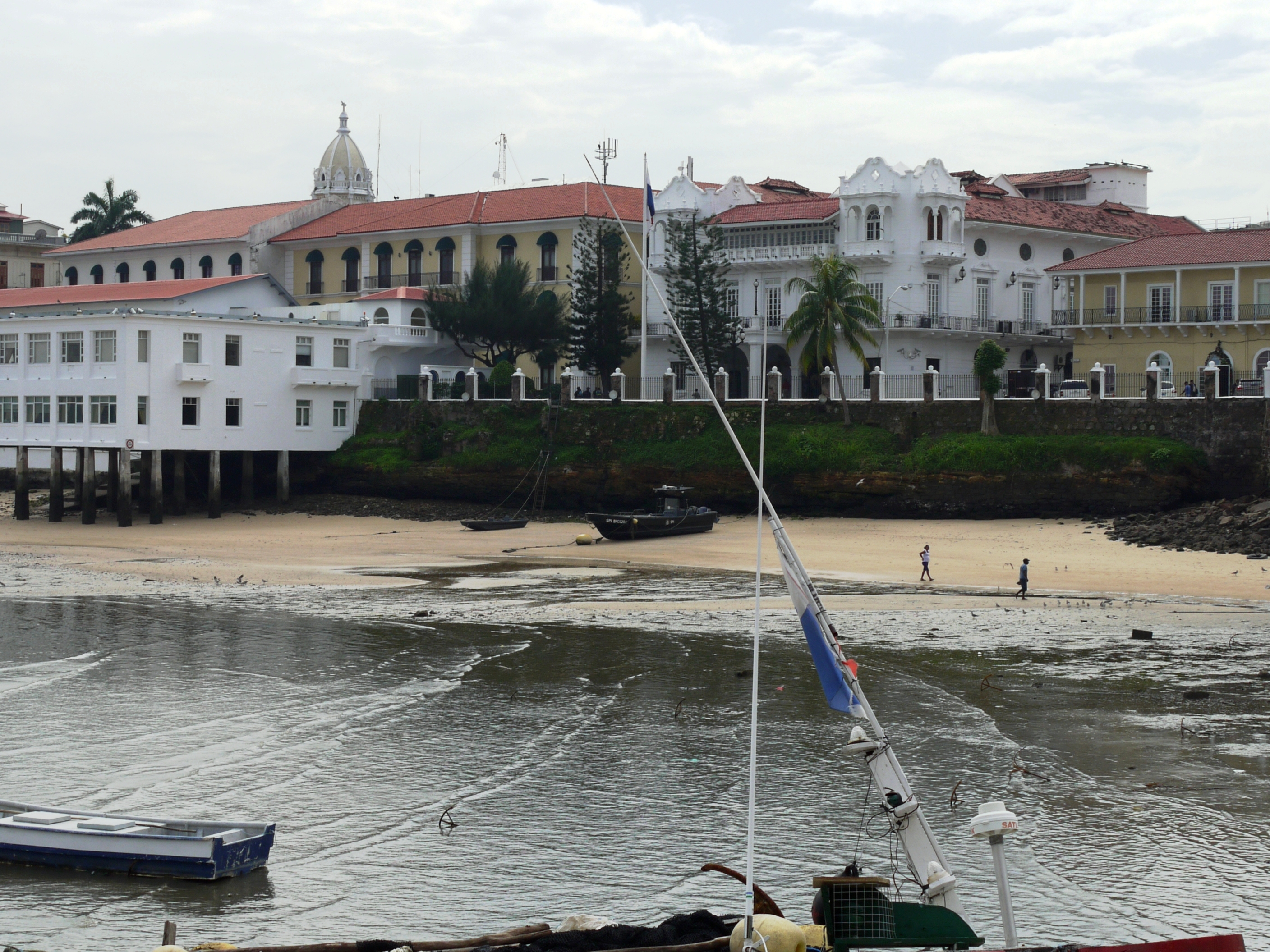
Vista del Palacio de Las Garzas y del atracadero del Servicio de Protección Institucional.

El Palacio cuenta con su fachada principal por la Avenida Eloy Alfaro, con vista a la Bahía de Panamá, bajo la cual se construyeron un pequeño atacadero del Servicio de Protección Institucional, un helipuerto y oficinas para distintas dependencias de la presidencia.

### Interior

#### Patio Principal

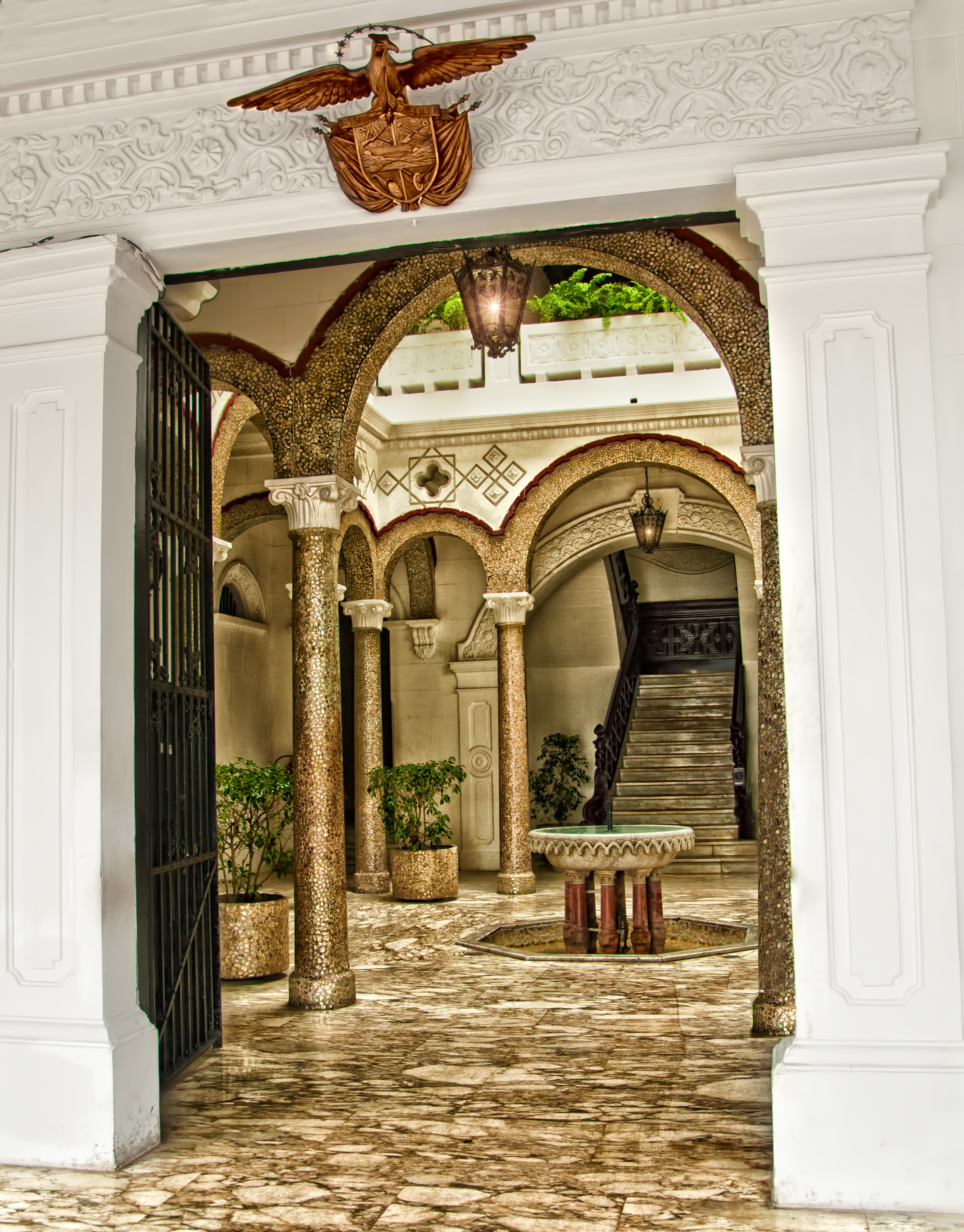
Patio Principal del Palacio de Las Garzas.

A la entrada del palacio se encuentra un patio con una fuente central, piso de mármol blanco y columnas de nácar. Este patio alberga las garzas que dan nombre al monumento. Estas garzas, traídas de Darién, fueron obsequiadas por el poeta Ricardo Miró al presidente Belisario Porras.
Las garzas no han sido siempre las mismas y por lo general siempre hay una por cada provincia del país (al crearse Panamá Oeste, debieron aumentar a 10). Cuando el palacio es centro de actos o sede de cumbres y hay mucho personal, las garzas grises son trasladadas hacia el Parque Municipal Summit, ubicado en las afueras de Ciudad de Panamá.

#### Patio Andaluz y despacho del presidente
En el segundo piso hay un patio andaluz, de fuerte influencia Colonial, entre cuyas columnas se encuentran cinco esculturas que representan la ley, la justicia, el trabajo, la constancia y el deber. Estas esculturas de las virtudes fueron esculpidas por Gaetano Olivari, escultor italiano, en 1915.
En este nivel se encuentra el despacho del presidente, el cual cuenta con dos puertas que conducen a la oficina de las secretarias y otra a una biblioteca privada, respectivamente. Dentro de la biblioteca se encuentra una escalera privada que da acceso a la residencia de la familia presidencial en el tercer piso. Uno de los mayores atractivos del despacho presidencial es el friso, en donde se sitúa una galería de medallones con los rostros de presidentes anteriores. Esta galería se extiende por distintos lugares del edificio y cuenta con medallones en blanco para futuros mandatarios.

#### Salón Amarillo
Este salón es uno de los más importantes del palacio, ya que es aquí donde tienen lugar las ceremonias oficiales del Estado. El salón está decorado en su friso por un conjunto de cuarenta y un retratos de los primeros gobernadores de Panamá, los miembros de la Junta Provisional y de Manuel Amador Guerrero, primer presidente del país.
Uno de los mayores atractivos de este salón son los once murales que esbozan gráficamente la historia de Panamá, iniciando con la llegada de los españoles, el encuentro de Vasco Núñez de Balboa con el Mar del Sur y la independencia de Panamá.
Otro mural llamativo es la alegoría de la nación panameña como una mujer ataviada con la pollera y barcos de múltiples naciones rindiéndole pleitesía. Estos murales fueron realizados por el pintor panameño Roberto Lewis (1874-1949).

#### Salón de los Tamarindos

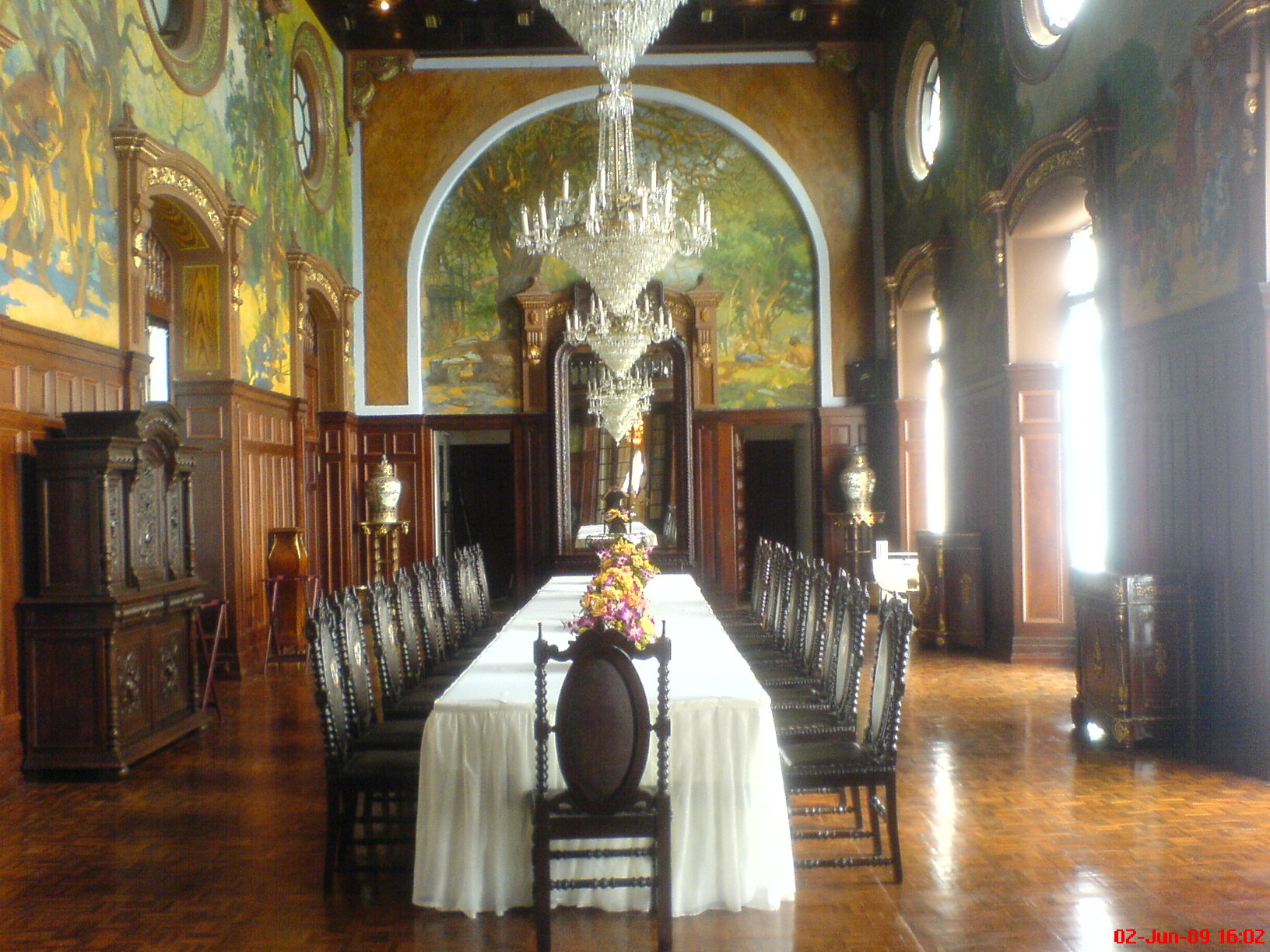
El Salón de los Tamarindos, con los murales realizados por Roberto Lewis.

El Salón de los Tamarindos se encuentra al lado del Salón Amarillo y funciona como comedor presidencial. Este salón está decorado con amplios murales que presentan la cosecha del tamarindo y la caza en la isla de Taboga. Estos trabajos fueron encomendados por el presidente Juan Demóstenes Arosemena y realizados por Roberto Lewis en 1938.

#### Salón del Consejo de Gabinete

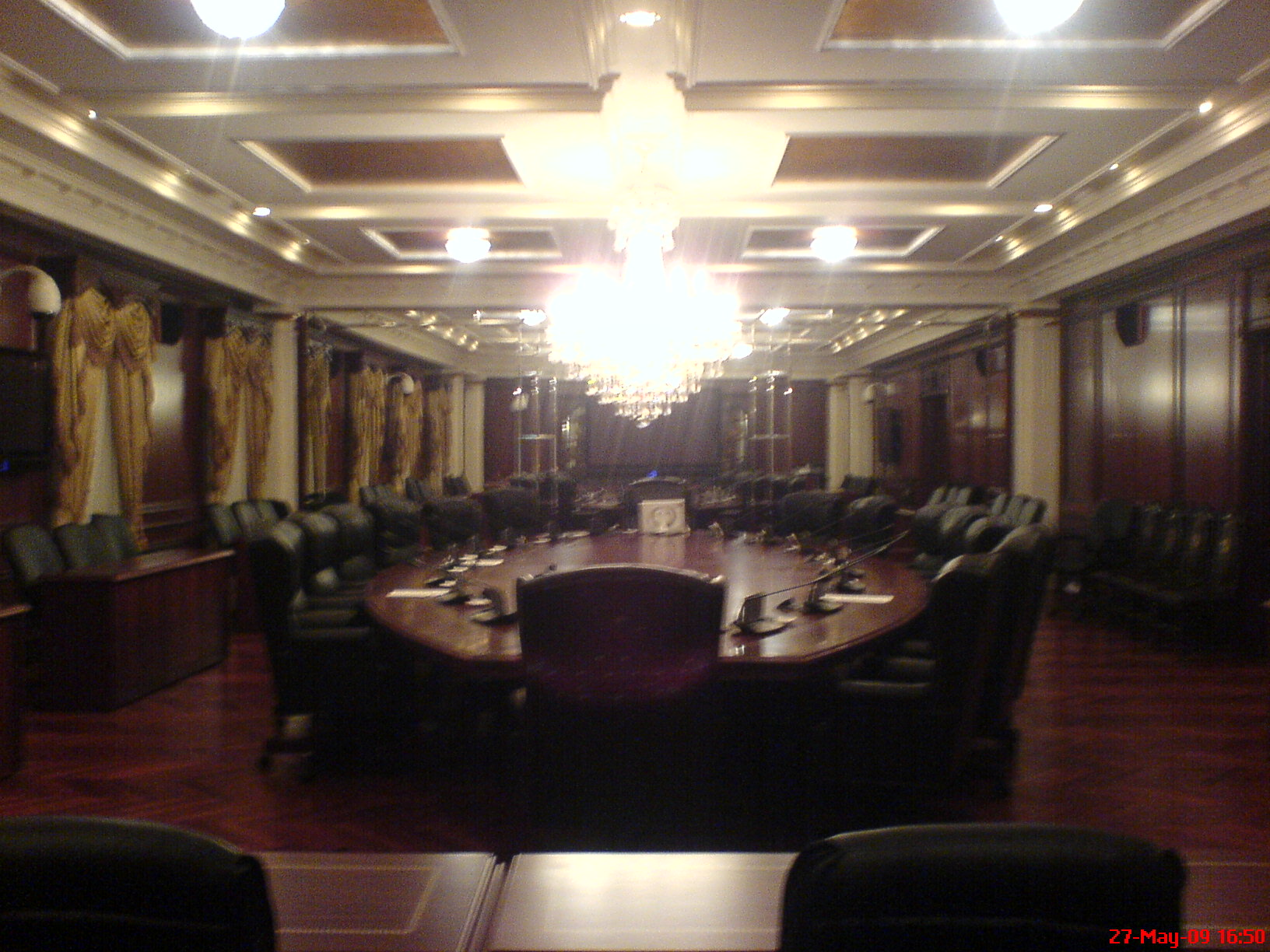
El Salón del Consejo de Gabinete, lugar donde se reúne el Consejo de Gabinete de Panamá.

Este salón, denominado Belisario Porras, en honor a dicho expresidente, es uno de los más recientes en el palacio. Este sirve de punto de reunión para los Ministros de Estado y otros invitados especiales. El salón está equipado con tecnología multimedia de punta y un sistema de aislamiento acústico, entre otras medidas de seguridad.

#### Residencia Presidencial

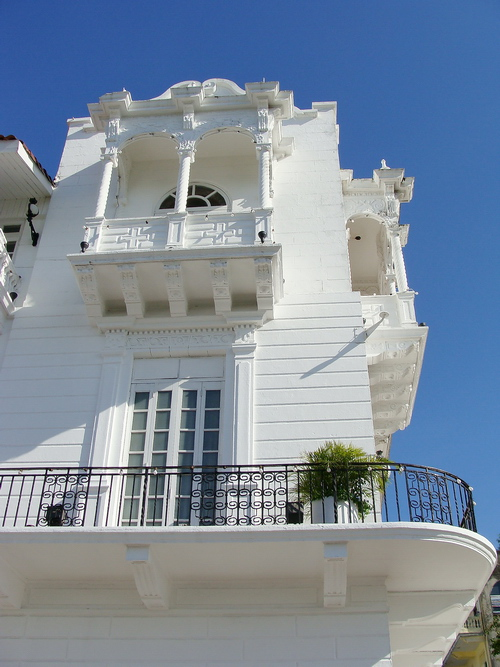
Balcón del Palacio de Las Garzas, el cual forma parte de la residencia oficial.

La residencia de la familia presidencial se encuentra en el tercer piso del palacio, es en esta area donde vive el presidente y su familia. Incluye una sala para recepciones, 5 dormitorios, incluyendo el dormitorio principal, una pequeña cocina, un vestidor privado, una sala familiar que tiene un balcón que da a la Bahía de Panamá, un cuarto estudio para el presidente, un comedor estilo inglés, sin embargo una de las prendas más preciadas de este conjunto es el Salón Morisco, diseñado al estilo del Palacio de Aranjuez y de la Alhambra en España.